# Cloud gaming
Cloud gaming (také někdy označovaný gaming on demand nebo game streaming) je typ online hraní videoher, při kterém je videohra, kterou hráč hraje, streamována přímo do zařízení hráče z externího serveru spravovaného společností, jež cloudgamingovou službu poskytuje. Fakticky tak hráč hru hraje vzdáleně z cloudu. Je alternativou vůči tradičnímu způsobu hraní videoher, kdy je videohra lokálně spuštěna na hráčově zařízení (počítači, herní konzoli či mobilním zařízení).

## Služby

### Xbox Cloud Gaming
Jednou z nejvýznamnějších služeb umožňující cloud gaming je služba od společnosti Microsoft zvaná Xbox Cloud Gaming. Po necelém roce beta testování byla spuštěna v září 2020 a je součástí předplatného Game Pass Ultimate.

### Nvidia GeForce Now
Již od roku 2015 poskytovala svou vlastní cloudgamingovou službu společnost NVIDIA, do roku 2020 však pouze v rámci beta verze. Nese název GeForce Now (v minulosti Nvidia Grid) a od února 2020 je veřejně přístupná.

### Google Stadia
V letech 2019 až 2023 provozovala vlastní cloudgamingovou službu i společnost Google, která nesla název Google Stadia. Její provoz byl však v lednu 2023 ukončen.

### Další služby
Cloudgamingové služby nabízí také Amazon (Amazon Luna), Sony (PlayStation Plus Premium) a řada dalších menších společností.